# 毛漢
毛漢，MH（1946年—），居港印裔商人，擁有英國國籍。香港印度協會前主席，傳媒人褚簡寧的兄長。

## 商界
毛漢以行商為生。他曾參與國際商業信貸銀行香港分行的審查委員會，監察及核准該行的清盤。在1995年，他曾質疑港英政府取消該行銀行牌照，以及命令該行停止營業的決定。

## 社福事業
《南華早報》曾多次訪問毛漢，訊問他對香港少數族裔權益的意見。例如香港入境处曾於2016年拘捕香港兩名印裔曲棍球球手，指控他們協助他人違反逗留條件，留港申請庇護。在事件中毛漢質疑香港特區政府特別針對印裔人。
2011年，毛漢曾出席清談節目《把酒當歌》。該節目一般由其弟褚簡寧主持，但該集〈我哋唔係少數族裔〉嘉賓主持為曾鈺成。
2015年毛漢被授與行政長官社區服務獎狀。
2018年，毛漢與夏利里拉家族的夏偉基（英語：Vijay Harilela）共同創立香港族裔共融聯會。

### 其他公職
- 油尖旺區議會民族事務工作小組（非區議員成員）[8]
- 印度協會 (英語：The India Association Hong Kong) (現任委員)[9]

## 政見
毛漢曾在反送中運動其間，於2019年7月20日出席撐警集會，並介紹自己名叫毛漢：毛澤東的毛，漢人的漢。在水炮車事件之後，毛漢接受香港《蘋果日報》訪問，澄清他並非支持警察，而是響應該集會的主題《守護香港》，並代表少數族裔發言。

### 被警察的藍色水炮襲擊
2019年10月，毛漢在清真寺門外被香港警察的水炮車打中，引發了風波，事件被媒體廣泛報道。毛漢指被噴中後身體不適，感覺像「被火燒」，當時清真寺外並沒有任何示威者聚集，他不同意警方指有「暴徒」在場的說法，指該說法完全失實，認為水炮車向清真寺發射水炮並不正確，亦質疑當天操作水炮車的警員不專業。
事後毛漢向警監會投訴警察，並向傳媒透露其對警察的批評。其弟，傳媒人褚簡寧，亦在其《信報》專欄〈Straight-shooting〉公開批評香港特首林鄭月娥有五個「教訓」需要學習（《Not just five demands, five lessons too for Carrie Lam》），而褚簡寧在水炮車事件前曾在《南華早報》發表要求林鄭月娥接受五大訴求的評論文章。